# Azotometer

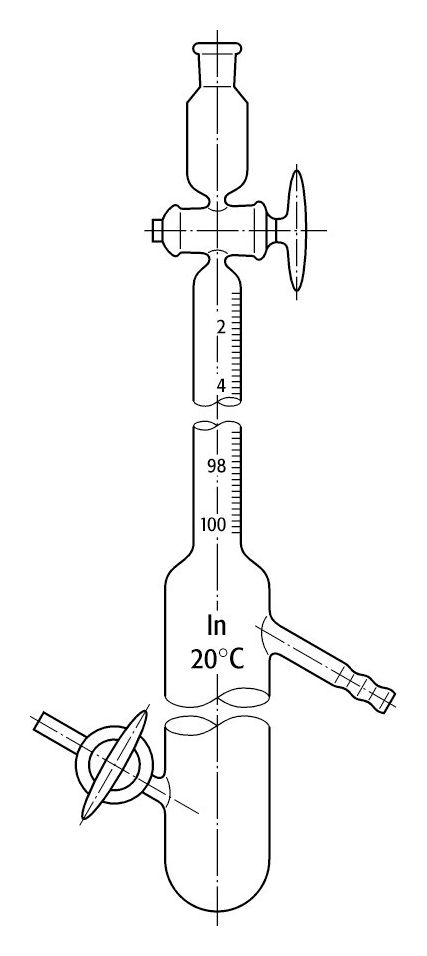
Azotometer-Bürette: an der oberen Skala wird das entstehende Stickstoffvolumen abgelesen

Ein Azotometer (auch Nitrometer) ist ein Gerät zur Messung des Stickstoffgehaltes von Verbrennungsgasen organischer und ammoniumhaltiger Verbindungen. Verschiedene Version von Azotometern wurden hergestellt. Es existieren aber auch Azotometer für andere Anwendungen, zum Beispiel Ureometer zur Bestimmung des Harnstoffgehaltes (stöchiometrisch umrechenbar in den Stickstoffgehalt) im Urin.
Die übliche Anordnung besteht aus einer gasdichten Bürette, die mit einem Gasauffang- und einem Niveauausgleichsgefäß verbunden ist oder einer entsprechenden kombinierten Glasapparatur. Das Azotometer wird mit hochreiner Kaliumhydroxidlösung befüllt, welche bei der Verbrennung entstehende andere Gase (Kohlenstoffdioxid, Schwefeldioxid und Wasser) aufnimmt. Das entstehende Stickstoffgas wird über eine Skala am oberen Ende der Bürette bestimmt.

## Geschichte

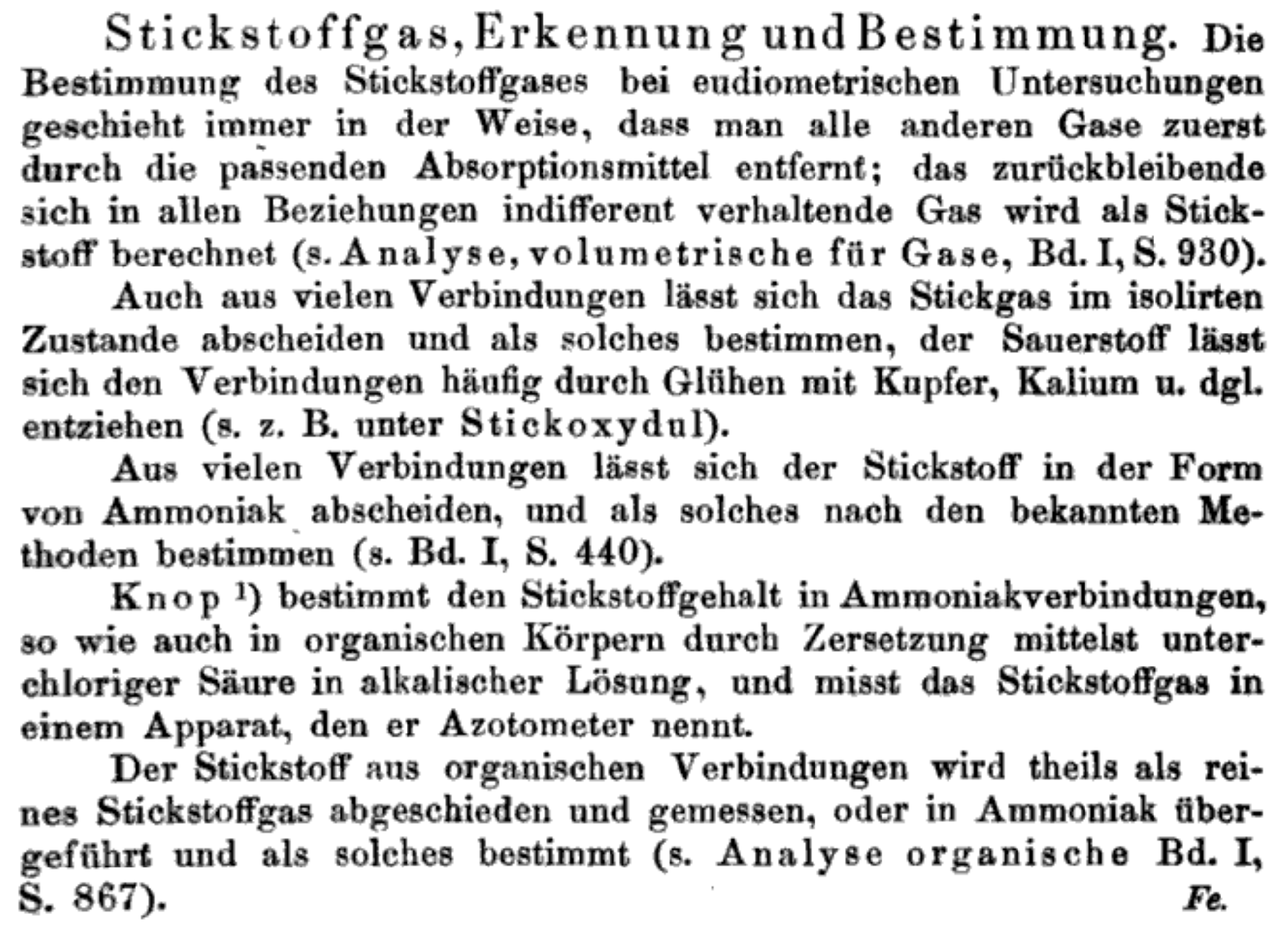
Scan aus Liebigs Handwörterbuch der reinen und angewandten Chemie

Entwickelt wurde der Azotometer von Wilhelm Knop als volumetrisches Messgerät des bei der Oxidation von Ammoniak mit Hypochloriger Säure im alkalischen Medium entstehenden Stickstoffs.
Er diente zur Untersuchung des stickstoffhaltigen Düngemittelanteils in landwirtschaftlichen Böden nach der Methode von A. Wolf.
Stickstoff in Form von primären Amine in Proteinen oder deren Hydrolysaten lässt sich ebenfalls nach der Methode von Donald Van Slyke (1911) azotometrisch bestimmen. Dazu diazotiert man die Proteine/Aminosäuren mit Salpetriger Säure und bestimmt den entstehenden Stickstoff volumetrisch.

## Etymologie
Die Bezeichnung Azotometer stammt ab vom französisch Wort azote („Stickstoff“) und vom altgriechischen ἀ („ohne“) und ζωή (zoe) („Leben“).  Benannt wurde der Stickstoff von Lavoisier, der ihn als denjenigen Teil der Luft ansah, der kein Leben unterstützen kann.